# 李慶緒
李庆绪，字孝绪，是南北朝广汉郡郪县（今四川省三台县南郪江镇）人。
他的父亲被人杀害，李庆绪九岁便成了孤儿，由兄长抚养，日夜号哭，心中立志复仇。他投身州将陈显达麾下，白天在军营中亲手杀死仇人，然后自缚归罪，州将认为他有义气而释放了他。南梁天监年间，李庆绪担任東莞郡太守。因母亲去世而离职，在墓旁搭建庐舍守丧，每次痛哭都呕血数升。后来他担任巴郡太守，被称为良吏。经多次升迁至卫尉，被封为安陆县侯，益州地区三百年间未曾有过显贵的官员。李庆绪想西归故里，不久后调任太子右卫率，尚未拜官便去世了。